# Piecki-Migowo

Lage des Stadtbezirks Piecki-Migowo in Danzig

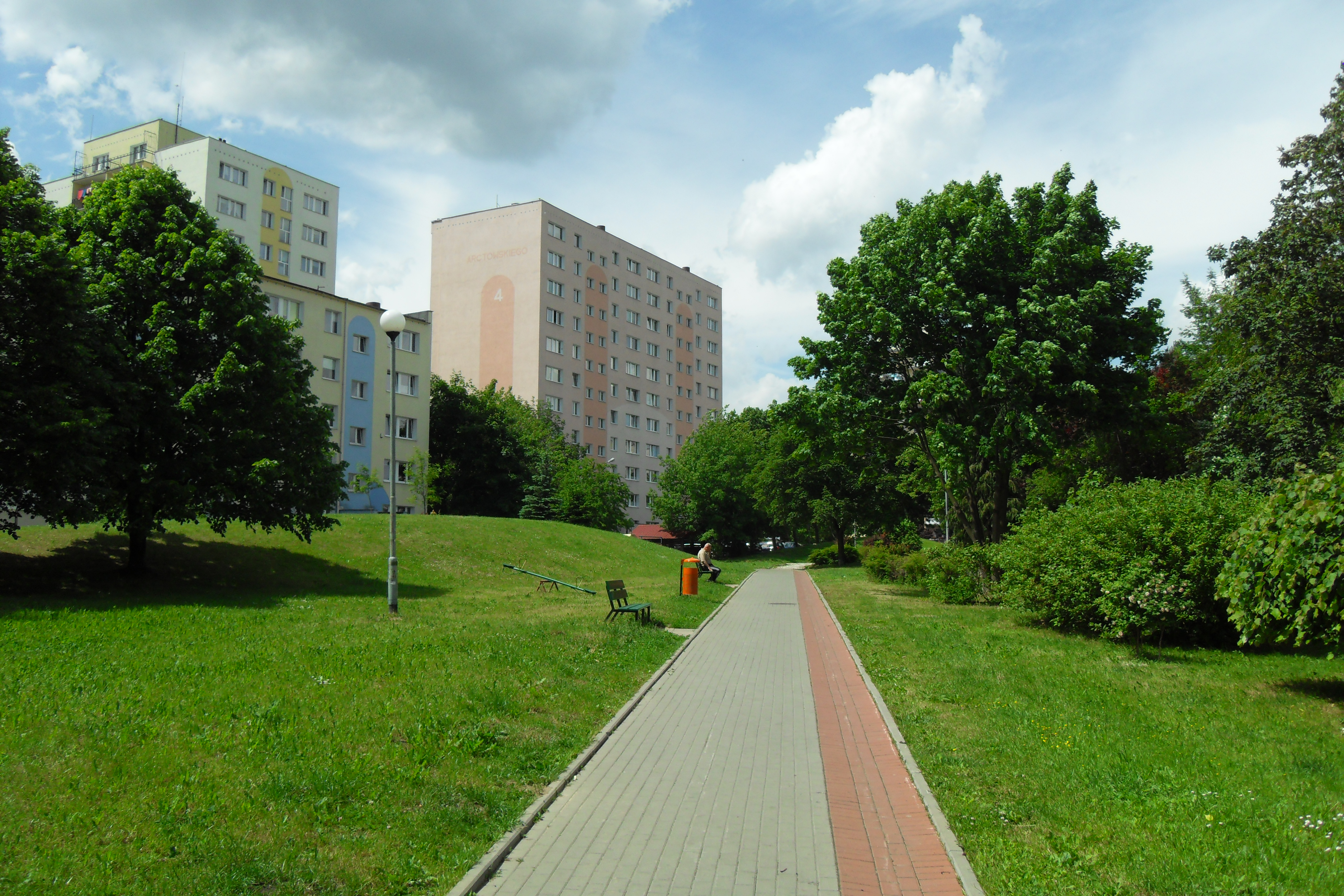
Piecki

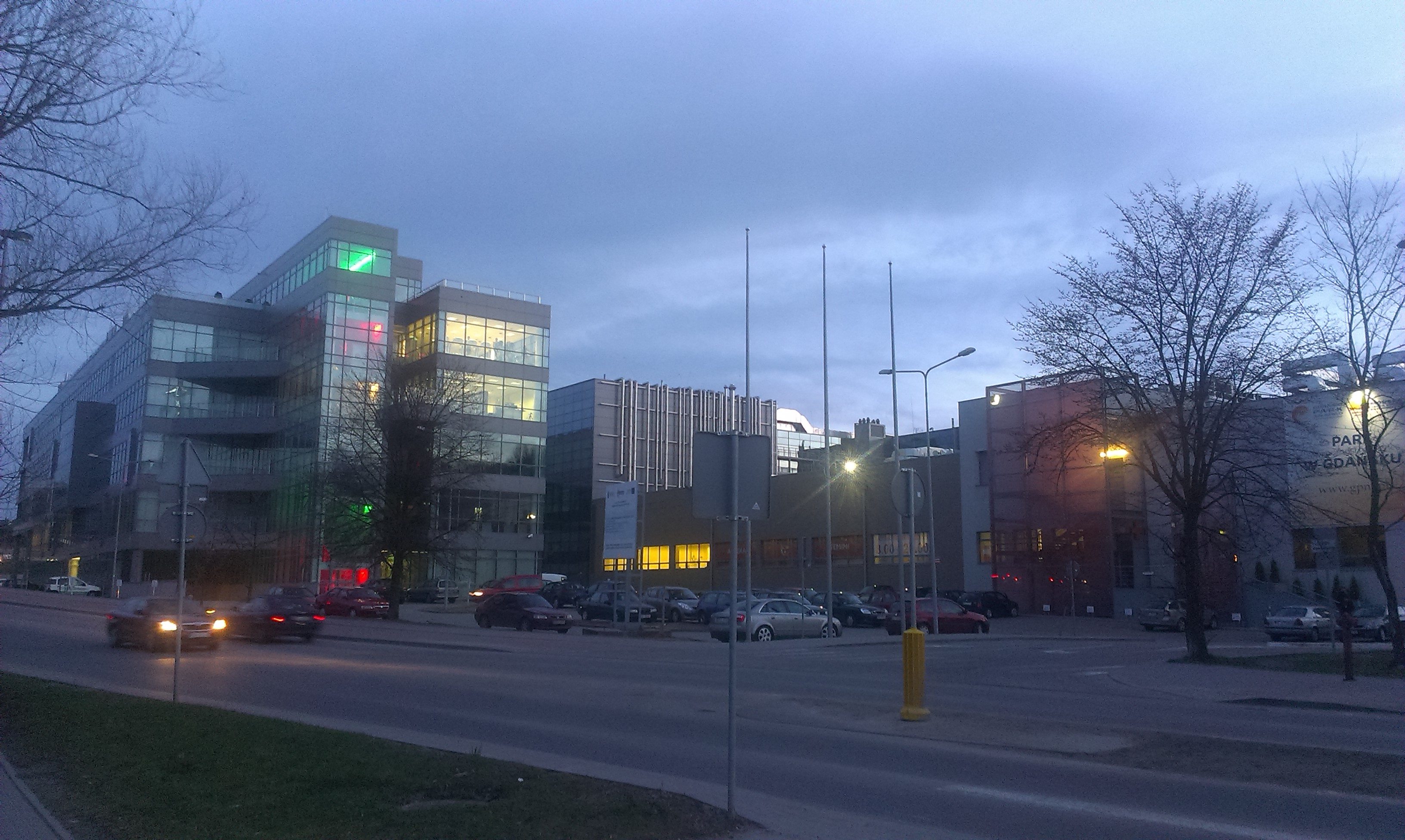
Gdański Park Naukowo-Technologiczny

Piecki-Migowo (kaschubisch Piécczi-Mëgòwò; deutsch Pietzkendorf-Müggau) ist ein Stadtbezirk von Gdańsk (Danzig) in Polen, dieser umfasst eine Fläche von 4,3 km² und zählt 22852 Einwohner mit einer Bevölkerungsdichte von 5294 Einwohnern/km². Das Gebiet kam 1954 administrativ zur Stadt Danzig.

## Geographie
Der Bezirk liegt in der Mitte des heutigen Stadtgebiets und grenzt an die Stadtbezirke Wrzeszcz Górny, Suchanino, Siedlce, Ujeścisko-Łostowice, Jasień und Brętowo. 
Er liegt im Moränengebiet, das dort Höhen bis 122 Meter erreicht. Wróbla Staw und Pistolet Staw sind zwei kleine Seen auf dem Gebiet des Bezirks.

## Gliederung
Bebaut wurde das Gebiet der beiden Dörfer in den 1970er und 1980er Jahren durch die LWSM Morena, weshalb es heute oft nur Morena genannt wird. Nach Bauabschnitten wird es in die Siedlungen Osiedle „A“ bis „G“ und „Wyspa Piecewska“ gegliedert.
Historisch ist es entstanden aus:
- Migowo (Müggau)
- Piecki (Pietzkendorf)
- Diabełkowo (Düvelkau) gehörte zu Zigankenberg
- Migówko (Müggenwinkel) gehörte zu Zigankenberg
- Nowolipki und Trzy Lipy (Dreilinden) gehörten früher zu Emaus.

## Geschichte
Seit 2006 wird der Wissenschafts- und Technologie-Park „Gdański Park Naukowo-Technologiczny“ entwickelt.

## Sehenswürdigkeiten
- Dworek Jana Uphagena, Patriziersitz aus dem 18. Jahrhundert
- Kirche pw. Bożego Ciała
- Kirche pw. Miłosierdzia Bożego